# Biljart op de Aziatische Indoorspelen 2007
Biljart is een van de sporten die werden beoefend tijdens de Aziatische Indoorspelen 2007 in Macau. De sport stond voor de eerste keer op het programma. Tijdens de Aziatische Indoorspelen stonden verschillende onderdelen op het programma.

## Heren
| Onderdeel      | Goud                                     | Land                         | Zilver                          | Land     | Brons                                   | Land       |
| -------------- | ---------------------------------------- | ---------------------------- | ------------------------------- | -------- | --------------------------------------- | ---------- |
| bandstoten     | Duong Anh Vu                             | Vietnam                      | Nguyen Si Tuong                 | Vietnam  | Tadashi Machida                         | Japan      |
| Engels biljart | Praput Chaithanasakun                    | Thailand                     | Geet Sethi                      | India    | Peter Gilchrist                         | Singapore  |
| 9-ball pool    | Fu Jianbo                                | China                        | Luong Chi Dung                  | Vietnam  | Jeoung Young-Hwa                        | Zuid-Korea |
| Snooker single | Mohamed Shehab                           | Verenigde Arabische Emiraten | Ratchapol Pu-Ob-Orm             | Thailand | Xiao Guodong                            | China      |
| Snooker team   | Chan Wai Ki Chan Kwok Ming Fung Kwok Wai | Hongkong                     | Xiao Guodong Jin Long Liu Chang | China    | Yasin Merchant Alok Kumar Manan Chandra | India      |

## Vrouwen
| Onderdeel   | Goud          | Land           | Zilver              | Land       | Brons                   | Land      |
| ----------- | ------------- | -------------- | ------------------- | ---------- | ----------------------- | --------- |
| 8-ball pool | Tsai Pei-Chen | Chinees Taipei | Santhinee Jaisuekul | Thailand   | Chihiro Kawahara        | Japan     |
| 9-ball pool | Chang Shu-Han | Chinees Taipei | Kim Ga-Young        | Zuid-Korea | Charlene Chai Zeet Huey | Singapore |
| Snooker     | Bi Zhuqing    | China          | Santhinee Jaisuekul | Thailand   | Jaique Ip Wan In        | Hongkong  |